# Andries Gerhardus Visser

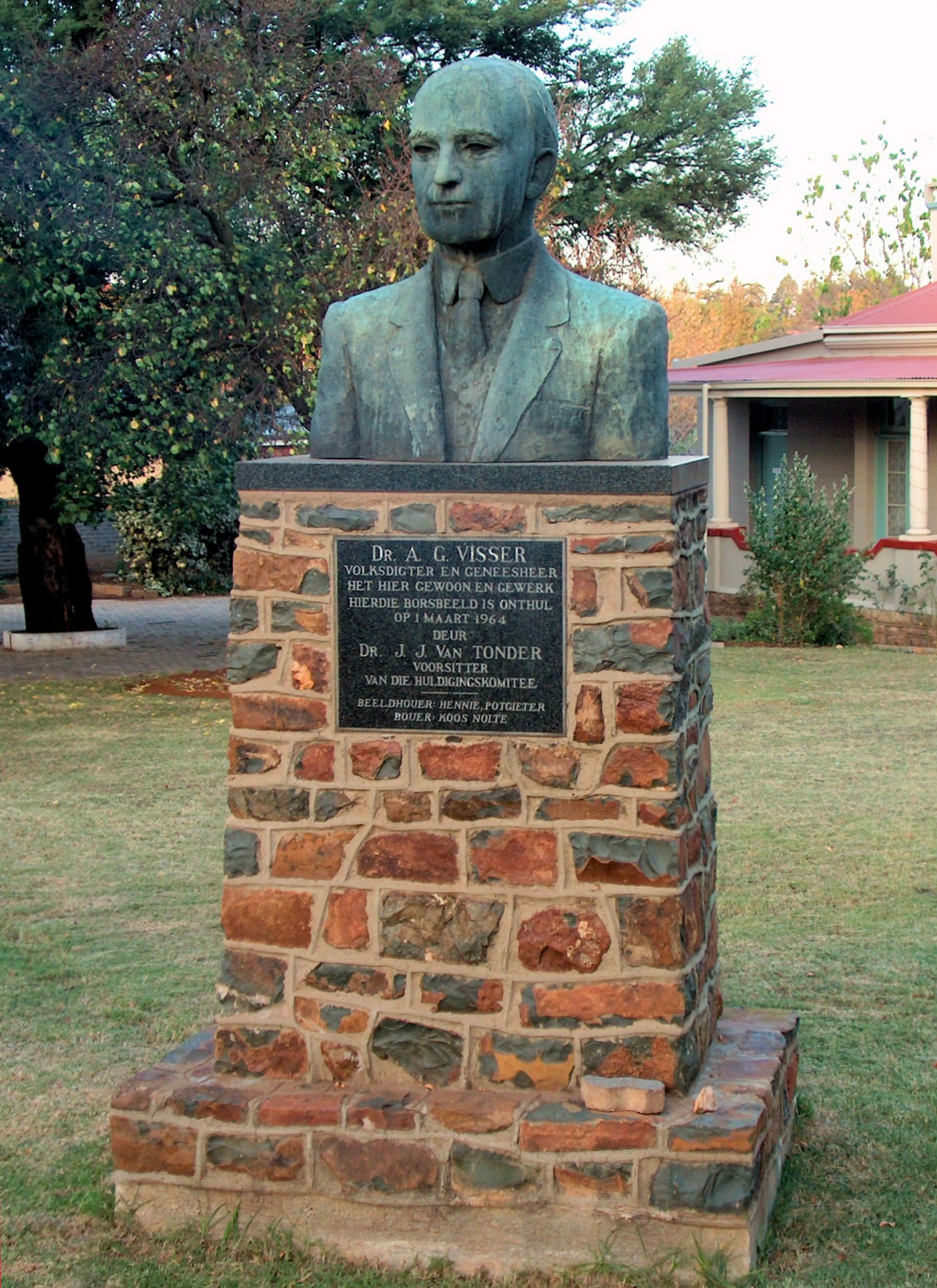
Denkmal von Andries Gerhardus Visser in Heidelberg (Gauteng)

Andries Gerhardus Visser (* 1. März 1878; † 10. Juni 1929 in Heidelberg, Südafrika) war ein südafrikanischer Dichter und Arzt, der lange in Heidelberg lebte.

## Leben
Vissers Eltern lebten in Carnarvon (Südafrika) und seine Mutter ging mit ihm schwanger, als eine große Dürreperiode die Eltern aus der Heimat vertrieb. Andries wurde in Zaaifontein, Distrikt Fraserburg, in einem Materiallager im Schatten eines Birnbaums geboren. Die Familie ließ sich in Daljosafat nieder, wo der Sohn die Hugenot Memorial School besuchte. Zu seinen Schulkameraden gehörten hier die späteren Schriftsteller Totius und D. F. Malherbe.
Seine Gymnasialzeit verbrachte Visser im Normaalkollege in Kapstadt. Zum Studium der Medizin ging er von 1901 bis 1906 nach Edinburgh, Schottland. Nach Studienabschluss arbeitete er als Arzt in Carnarvon (1907–1909), Steytlerville (1909–1916) und im südafrikanischen Heidelberg (1916–1929). Er war in seinen Heidelberger Jahren ein enger Freund des Dichters Eugène Marais. Er heiratete zweimal, 1913 Lettie Conradie, die 1920 starb, und Marie de Villiers. Visser starb 1929 in Heidelberg, wo man heute noch sein Wohnhaus – von außen – besichtigen kann. Zu den wenigen Sehenswürdigkeiten des Ortes zählt das Visser-Denkmal.